# Дом О. М. Фогт и Б. А. Попова
Дом О. М. Фогт и Б. А. Попова — историческое здание в Санкт-Петербурге. Расположено по адресу 12-я линия Васильевского острова, дом 19. Построено архитектором Н. И. Алексеевым в 1913 году.
Объект культурного наследия России регионального значения,

## История и архитектура
Здание построено в 1913 году по проекту архитектора Николая Ивановича Алексеева для Ольги Марковны фон Фогт и Бориса Анфировича Попова в стиле северного модерна.
Облик лицевого фасада асимметричен, покрыт гладкой штукатуркой, окрашенной в бежевый оттенок, цоколь облицован плитами грубо обработанного диорита. На уровне второго этажа есть вставки глазурованной плитки синего цвета, а также вставки декоративной штукатурки «под шубу» в уровне первого и второго этажей. В южной части фасада расположены три балкона с историческими ограждениями из чёрного металла с рисунком растительного характера.
До 1917 года помещения в доме арендовало Министерство земледелия, разместившее в здании гидрометрическую часть отдела земельных улучшений, которой заведовал инженер и учёный-гидролог Виктор Григорьевич Глушков.
К началу XXI века в здании сохранились оригинальные интерьеры парадной и чёрных лестниц здания: ступени лещадной плиты, лестничные металлические ограждения с профилированными перилами, оконные и дверные заполнения, отделка тамбура парадного входа.
В 2001 году дом включён КГИОПом в «Перечень вновь выявленных объектов, представляющих историческую, научную, художественную или иную культурную ценность». В 2022 году здание получило статус регионального памятника.